# Jordens magnetpoler
Jordens magnetpoler er de to punkter på den nordlige og sydlige halvkugle, der i retning af den magnetiske akse skærer jordoverfladen. Den magnetiske sydpol ligger i Arktis nær den geografiske nordpol, og den magnetiske nordpol ligger i Antarktis nær den geografiske sydpol.

## Geografi
Jordens magnetpoler er i konstant bevægelse som følge af ændringer i den ydre del af Jordens kerne. Den magnetiske sydpol (der er beliggende nær den geografiske nordpol) lå i 2001 vest for Ellesmere Island i det nordlige Canada ved 81°18′N 110°48′V / 81.3°N 110.8°V. I 2005 havde den flyttet sig til 83°06′N 117°48′V / 83.1°N 117.8°V og i 2009 lå polen stadig i canadisk territorium på 84°54′N 131°00′V / 84.9°N 131.0°V, Den magnetiske sydpol bevæger sig i retning mod Rusland med en hastighed på mellem 55 og 60 kilometer om året.
I 2017 lå den magnetiske sydpol udenfor Canadas territorialkrav i Arktis på positionen 86°30′N 172°36′V / 86.5°N 172.6°V.
På den sydlige halvkugle nær den geografiske sydpol befinder den magnetiske nordpol sig. Eftersom Jordens magnetfelt ikke er helt symmetrisk, er de magnetiske syd- og nordpoler sig ikke antipodale, forstået således at de (i modsætning til de geografiske poler) ikke ligger på en lige linje som passerer gennem Jordens geometriske centrum. Den magnetiske nordpol, ved den geografiske sydpol, bevæger sig ikke med samme hastighed, som den magnetiske sydpol. Den magnetiske nordpol var i 2005 beregnet til at ligge lidt ud for kysten af Wilkes Land i Antarktis (64°32′S 137°51′Ø / 64.533°S 137.850°Ø).
Det forventes, at de to poler vil foretage en polvending, som det tidligere er sket. Hastigheden af den magnetiske sydpols vandring er blevet kraftig forøget siden midten af 1980'erne. De magnetiske polers hastige bevægelse sammenholdt med magnetfeltets hurtige svækkelse netop i disse år har fået en del forskere til at spekulere på, om en magnetisk reversering er nært forestående, og at en sådan måske vil finde sted i løbet af 100 til 1.200 år. Men ikke alle forskere er enige.